# Le Perron
Pour les articles homonymes, voir Perron.
Le Perron est une commune française, située dans le département de la Manche en région Normandie, peuplée de 193 habitants.

## Géographie
La commune est à l'est du pays saint-lois, à proximité du Bocage virois et du Bessin. Son petit bourg est à 7 km à l'est de Torigni-sur-Vire, à 8,5 km au nord-ouest de Saint-Martin-des-Besaces, à 9 km à l'ouest de Caumont-l'Éventé et à 19 km au sud-est de Saint-Lô.
Le territoire est bordé au nord par la route départementale no 13 reliant Torigni-sur-Vire à l'ouest à Caumont-l'Éventé à l'est. Il est encadré à l'ouest par la D 213 menant au sud vers Placy-Montaigu, et à l'est par la D 190 permettant de rejoindre au sud-est Dampierre et au nord Biéville. Situé sur cette voie, le hameau de Bellée est également relié à Biéville par la D 291 via la Forge Bailleul. Le bourg est accessible par la D 213E3 qui le relie à la D 213 et par des voies communales. L'accès à l'A84 est à Saint-Martin-des-Besaces (sortie 41) à 8 km au sud-est, par Dampierre.
Le Perron est dans le bassin de la Vire, par son sous-affluent la Drôme qui délimite le territoire à l'est. Les eaux de la majeure partie du territoire sont collectées par un court affluent qui fait fonction de limite au sud-est.
Le point culminant (180 m) se situe à l'extrême sud-ouest, près du lieu-dit la Catonnerie. Le point le plus bas (92 m) correspond à la sortie de la Drôme du territoire, au nord-est. La commune est bocagère.
| Biéville                                            | Biéville                                            | Val de Drôme (comm. dél. de La Lande-sur-Drôme, 14) |
| Saint-Amand-Villages (comm. dél. de Saint-Amand)    | du Perron                                           | Val de Drôme (comm. dél. de Sept-Vents, 14)         |
| Saint-Amand-Villages (comm. dél. de Placy-Montaigu) | Saint-Amand-Villages (comm. dél. de Placy-Montaigu) | Val de Drôme (comm. dél. de Dampierre, Calvados)    |

### Hydrographie
La commune est située dans le bassin Seine-Normandie. Elle est drainée par la Drôme, le cours d'eau 01 de Bellée, le fossé 01 de la Ferme de la Lande, le fossé 01 de l'Hôtel Moulin, le fossé 01 du Bos, le fossé 02 du Bos et un autre petit cours d'eau,.
La Drôme, d'une longueur de 58 km, prend sa source dans la commune de Souleuvre en Bocage et se jette  dans l'Aure à Maisons, après avoir traversé 26 communes. 

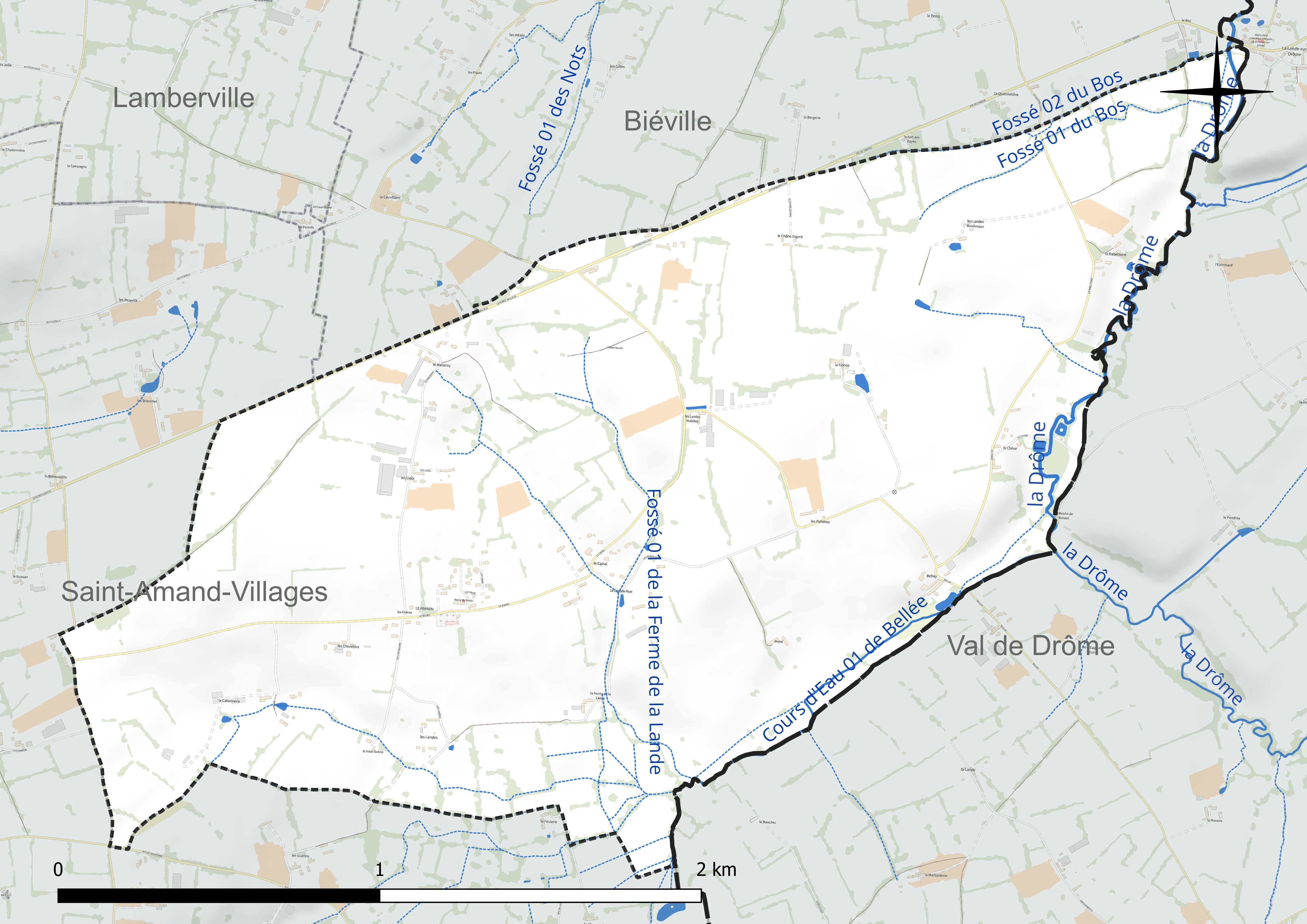
Réseau hydrographique du Perron.

### Climat
Pour des articles plus généraux, voir Climat de la Normandie et Climat de la Manche.
En 2010, le climat de la commune est de type climat océanique franc, selon une étude du CNRS s'appuyant sur une série de données couvrant la période 1971-2000. En 2020, Météo-France publie une typologie des climats de la France métropolitaine dans laquelle la commune est exposée à un climat océanique et est dans la région climatique  Normandie (Cotentin, Orne), caractérisée par une pluviométrie relativement élevée (850 mm/a) et un été frais (15,5 °C) et venté. Parallèlement le GIEC normand, un groupe régional d’experts sur le climat, différencie quant à lui, dans une étude de 2020, trois grands types de climats pour la région Normandie, nuancés à une échelle plus fine par les facteurs géographiques locaux. La commune est, selon ce zonage, exposée à un « climat contrasté des collines », correspondant au Bocage normand, bien arrosé, voire très arrosé sur les reliefs les plus exposés au flux d’ouest, et frais en raison de l’altitude.
Pour la période 1971-2000, la température annuelle moyenne est de 10,4 °C, avec une amplitude thermique annuelle de 12,5 °C. Le cumul annuel moyen de précipitations est de 934 mm, avec 13,8 jours de précipitations en janvier et 8,4 jours en juillet. Pour la période 1991-2020, la température moyenne annuelle observée sur la station météorologique la plus proche, située sur la commune de Condé-sur-Vire à 10 km à vol d'oiseau, est de 11,3 °C et le cumul annuel moyen de précipitations est de 956,7 mm,. Pour l'avenir, les paramètres climatiques de la commune estimés pour 2050 selon différents scénarios d’émission de gaz à effet de serre sont consultables sur un site dédié publié par Météo-France en novembre 2022.

## Urbanisme

### Typologie
Au 1er janvier 2024, Le Perron est catégorisée commune rurale à habitat dispersé, selon la nouvelle grille communale de densité à sept niveaux définie par l'Insee en 2022.
Elle est située hors unité urbaine et hors attraction des villes,.

### Occupation des sols
L'occupation des sols de la commune, telle qu'elle ressort de la base de données européenne d’occupation biophysique des sols Corine Land Cover (CLC), est marquée par l'importance des territoires agricoles (100 % en 2018), une proportion identique à celle de 1990 (100 %). La répartition détaillée en 2018 est la suivante : prairies (56,1 %), terres arables (42,5 %), zones agricoles hétérogènes (1,4 %). L'évolution de l’occupation des sols de la commune et de ses infrastructures peut être observée sur les différentes représentations cartographiques du territoire : la carte de Cassini (XVIIIe siècle), la carte d'état-major (1820-1866) et les cartes ou photos aériennes de l'IGN pour la période actuelle (1950 à aujourd'hui).

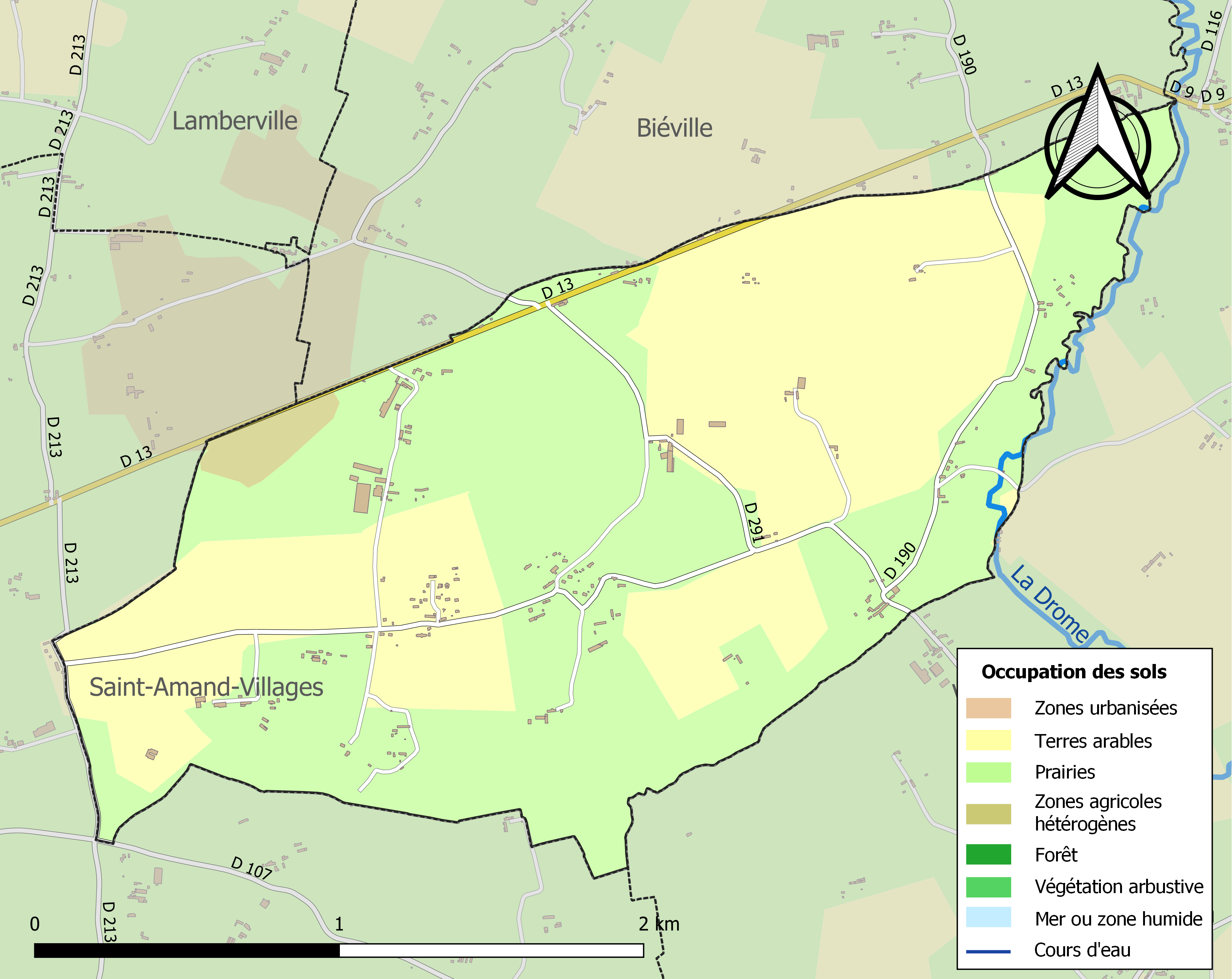
Carte des infrastructures et de l'occupation des sols de la commune en 2018 (CLC).

## Toponymie
Le nom de la localité est attesté sous les formes le Perron en 1288, ecclesia du Perron en 1350.
Dérivé du latin petra (« pierre »), l'ancien français perron, « grosse pierre », serait à l'origine du toponyme. De l'oïl perron aux nombreux sens ; « gros bloc de pierre, dolmen, banc de pierre, palier devant une porte d'une église ».
Le gentilé est Perronnais.

## Histoire
En 1789, dans les cahiers de doléances les habitants du Perron (onze signatures) se plaignent que « l'argent des impôts était employé pour les routes des châteaux alors qu'il aurait été mieux utilisé à achever le « grand chemin » de Caen à Torigny pour transporter le bois, le cidre et la chaux ».
La commune s'associa avec une trentaine d'autres autour de Torigni et Vire à une fondation créée en 1838 à l'initiative du prince de Monaco, Honoré V Grimaldi, pour enrayer la pauvreté.

## Politique et administration
| Période                                  | Période  | Identité      | Étiquette | Qualité     |
| ---------------------------------------- | -------- | ------------- | --------- | ----------- |
| 1995                                     | En cours | Yves Anquetil | SE        | Agriculteur |
| Les données manquantes sont à compléter. |          |               |           |             |

Le conseil municipal est composé de dix membres (pour onze sièges) dont le maire et deux adjoints.

### Élections
Particularité civique : lors du premier tour de l'élection présidentielle de 2002, la commune a enregistré un taux de participation de 100 % pour 95 inscrits.

## Démographie
L'évolution du nombre d'habitants est connue à travers les recensements de la population effectués dans la commune depuis 1793. Pour les communes de moins de 10 000 habitants, une enquête de recensement portant sur toute la population est réalisée tous les cinq ans, les populations de référence des années intermédiaires étant quant à elles estimées par interpolation ou extrapolation. Pour la commune, le premier recensement exhaustif entrant dans le cadre du nouveau dispositif a été réalisé en 2008.
En 2022, la commune comptait 193 habitants, en évolution de −8,53 % par rapport à 2016 (Manche : −0,31 %, France hors Mayotte : +2,11 %).
Le Perron a compté jusqu'à 505 habitants en 1821.
| 1793 | 1800 | 1806 | 1821 | 1831 | 1836 | 1841 | 1846 | 1851 |
| ---- | ---- | ---- | ---- | ---- | ---- | ---- | ---- | ---- |
| 157  | 174  | 182  | 505  | 416  | 431  | 436  | 400  | 390  |

| 1856 | 1861 | 1866 | 1872 | 1876 | 1881 | 1886 | 1891 | 1896 |
| ---- | ---- | ---- | ---- | ---- | ---- | ---- | ---- | ---- |
| 402  | 380  | 379  | 338  | 362  | 321  | 318  | 337  | 309  |

| 1901 | 1906 | 1911 | 1921 | 1926 | 1931 | 1936 | 1946 | 1954 |
| ---- | ---- | ---- | ---- | ---- | ---- | ---- | ---- | ---- |
| 290  | 264  | 244  | 203  | 207  | 210  | 199  | 193  | 183  |

| 1962 | 1968 | 1975 | 1982 | 1990 | 1999 | 2006 | 2008 | 2013 |
| ---- | ---- | ---- | ---- | ---- | ---- | ---- | ---- | ---- |
| 148  | 127  | 142  | 155  | 160  | 143  | 168  | 175  | 210  |

| 2018 | 2022 | - | - | - | - | - | - | - |
| ---- | ---- | - | - | - | - | - | - | - |
| 203  | 193  | - | - | - | - | - | - | - |

## Lieux et monuments
- Église Notre-Dame-de-la-Visitation des XIIIe, XVIIe – XXe siècles. L'édifice, de plan classique en forme de croix et avec un clocher en façade de la nef, abrite un maître-autel (XVIIIe), une chaire à prêcher (1705), des fonts baptismaux en granit, un groupe sculpté l'éducation de la Vierge du XVIe, des stalles du XVIIIe, une verrière du XXe de G. Lecomte (Bayeux), un lustre du XIXe)[24].
- Croix de cimetière du XVIIIe siècle.

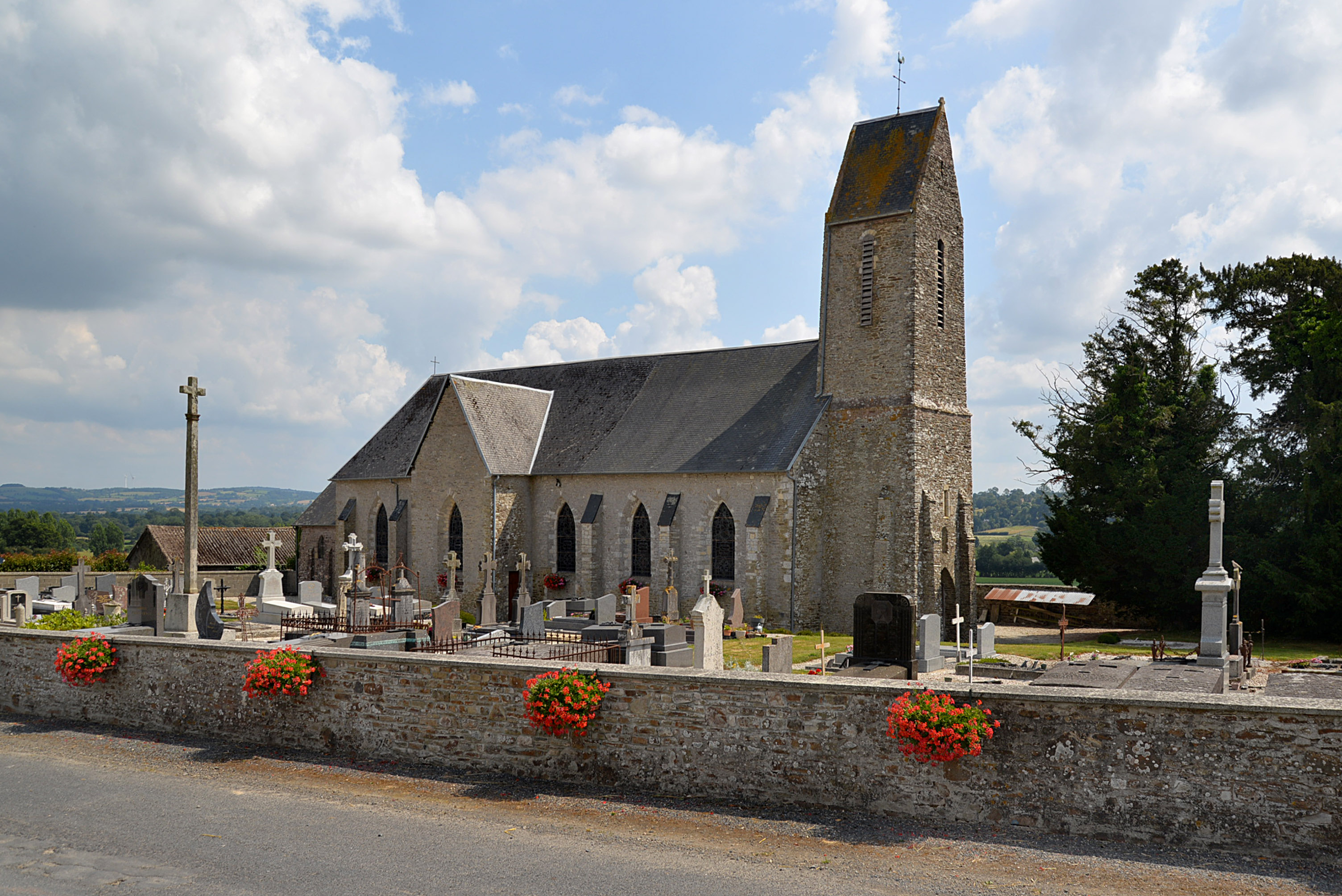
L'église et la croix de cimetière.
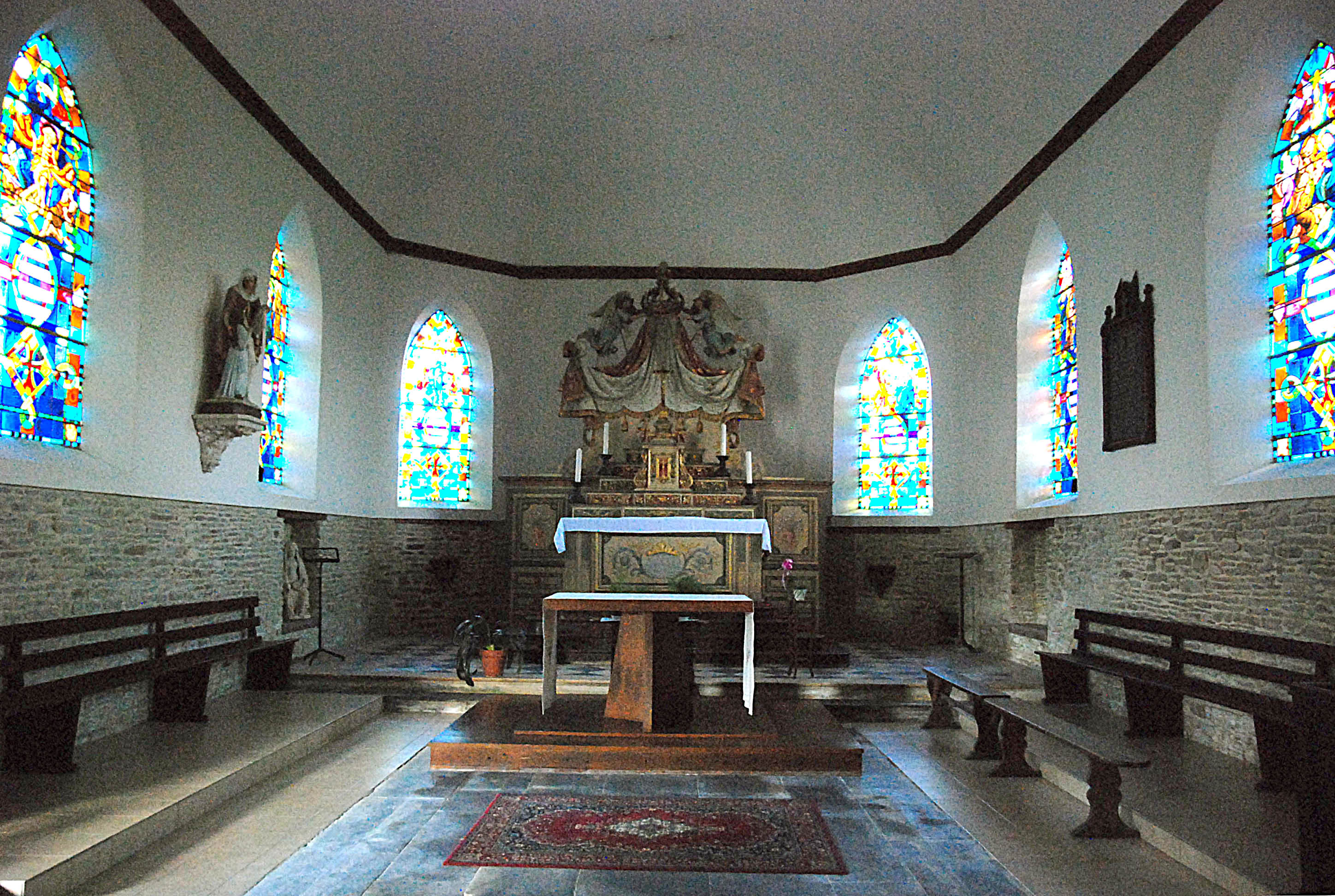
Le chœur de l'église.
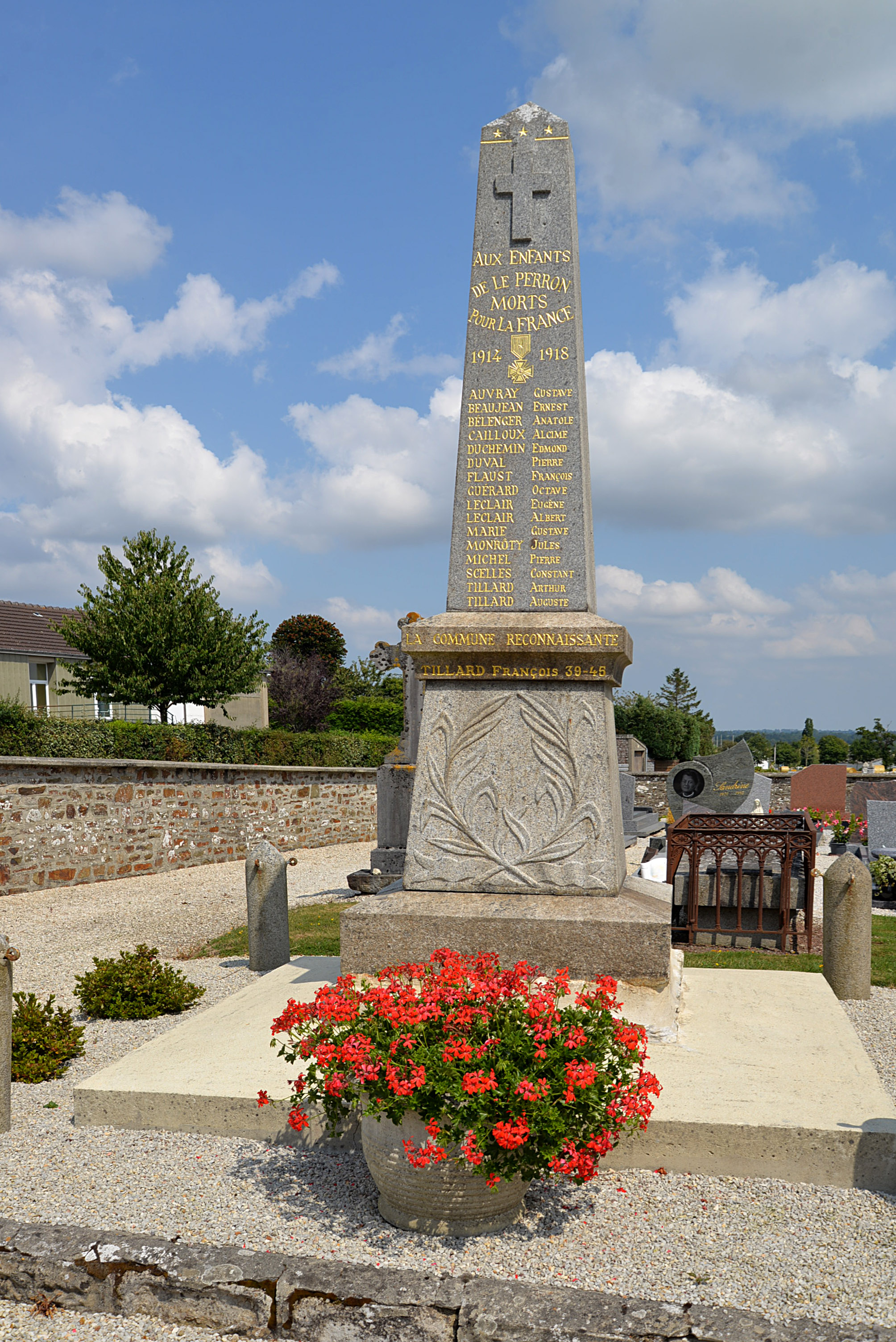
Le monument aux morts.

## Activité et manifestations
- Vide-greniers début juillet.
- Fête patronale de la Sainte-Anne début août.